# Haik d'Armenia
Haik (in armeno Հայկ?, Hayk o Haig o Hajg; fl. XXV secolo a.C.) è il leggendario patriarca e fondatore della nazione armena.

## Biografia
La sua leggenda fa parte di una storia tramandata oralmente dalla tradizione, e registrata da Mosè di Corene nel V secolo d.C.
In quest'opera, Haik è capo degli Armeni, una tribù armena, e li conduce contro le forze degli invasori di re Nimrod di Babilonia. L'11 agosto del 2492 a.C., nella battaglia di Hayoc Dzor vicino al lago di Van, Haik uccise Nimrod, e chiamò i suoi uomini ad unirsi in un solo popolo. Egli costruì il castello di Haykaberd sul luogo della battaglia, e la città di Haikashen nella provincia armena di Taron (ora nella moderna Turchia).
Haik fu anche il fondatore della dinastia degli Haykazuni. Altre casate armene come i Khorkhoruni, i Bznuni, i Syuni, i Vahevuni, i Manavazian e gli Arran, fanno risalire la loro genealogia da Haik.
Alcuni storici ipotizzano che Haik fosse un condottiero armeno realmente esistito nel III millennio a.C.; altri invece suppongono che si tratti di una figura puramente leggendaria.
Esistono diverse teorie sull'origine del nome di Haik; una di esse suggerisce che Haik derivi dall'antica nazione proto-Armena di Hayasa, menzionata nelle fonti ittite. Altri credono che esso sia la forma armena del dio della civiltà del regno di  Urartu, Khaldi.
La figura uccisa dalla freccia di Haik è variamente indicata come Bel o Nimrod. Haik è anche il nome della costellazione di Orione nella traduzione armena della Bibbia. La fuga di Haik da Babilonia e la sua vittoria su Bel è stata paragonata alla fuga di Zeus nel Caucaso e alla vittoria di questi sui Titani.